# 村田裕之
村田 裕之（むらた ひろゆき、1962年4月2日 - ）は、日本の中高年向け事業開発プロデューサー、起業家、社会学者。
専門は中高年を対象とした事業開発と消費行動分析、日本と諸外国の高齢社会研究、スマート・エイジング論など。
1999年に日本で初めて「アクティブシニア市場」の重要性を指摘し、情報武装した高齢者「スマートシニア」の出現を予言した。2004年に「シニアビジネス」という言葉を初めて公に提唱し、女性専用フィットネス「カーブス」の日本への紹介、NTTドコモ「らくらくホン」の商品開発支援、関西大学とのカレッジリンク型シニア住宅の創成など、950以上の企業の事業開発に携わっている。日本におけるシニアビジネス分野の第一人者として知られている。
2024年5月にシンガポールに拠点を置く Asia Pacific Eldercare Innovation Awardsにより「Super Ageing Japan Outstanding Entrepreneur(スーパー・エイジング・ジャパン卓越起業家）」に選ばれた。
2025年現在は村田アソシエイツ株式会社代表取締役、東北大学特任教授、東北大学スマート・エイジング学際重点研究センター企画開発部門長、シンクタンク・ソフィアバンク アソシエイツ、エイジング・アジア国際アドバイザー、シンガポール工科デザイン大学 国際アドバイザーを務めている。

## 来歴

### 中高年向け事業開発活動
株式会社日本総合研究所時代の1999年9月15日敬老の日の朝日新聞論壇に 「スマートシニアと新市場」という論説を発表し、これからの新市場としての「アクティブシニア市場」の重要性を初めて指摘した。また、ネットを縦横に活用して情報収集し、積極的な消費行動をとる先進的な「スマートシニア」の増加を予言した。
同年9月に「スマートシニアがけん引する21世紀のシニア市場」と題した論文でアクティブシニア市場開拓戦略を述べ、日米異業種38社が参加した「スマートシニア・コンソーシアム」を組織化した。参加企業の顔ぶれ、参加企業数から多くのメディアから連日のように取材を受け、社会的注目を集めた。本コンソーシアムの活動は、その後の企業によるアクティブシニア市場への参入に大きな影響を及ぼした。なお、村田は本コンソーシアムでの貢献により日本総合研究所のベスト・ブラクティスに選ばれ、社長表彰を受けている。
2002年3月に独立起業し、村田アソシエイツ株式会社代表取締役となり、中高年向け事業開発プロデューサーとしてのキャリアをスタートした。独立後、連載を担当した綜合ユニコム 月刊レジャー産業資料の2003年3月号、日本実業出版社 月刊ビジネスデータの2003年3月号 で、当時世界最大の女性専用フィットネスチェーンとしてギネスブックにも認定された米国発の「カーブス(Curves)」を日本に初めて紹介した。
カーブスは、2004年5月に上梓した著書「シニアビジネス」でも詳しく取り上げ、広く知られるようになった。大手企業を含む数多くの企業が村田や米国のカーブス本社にアプローチしたが、結局、当時のベンチャーリンクが日本におけるマスターフランチャイズ権を獲得し、2005年2月に現在の株式会社カーブスジャパンが設立された。
著書「シニアビジネス」は、シニアビジネスという言葉を初めて公にしたもの。本書には、退職者のための第三の場所、知的合宿体験、ナノコーポ、知縁（知的好奇心が結ぶ縁）、ゆるやかな大家族など、シニアビジネスを形づける多くのキーワードが述べられ、その後の企業によるシニアビジネス開発の大きなヒントとなった。アル・ゴア副大統領の首席スピーチライターを務め、ベストセラー「フリーエージェント社会の到来」を著したダニエル・ピンク氏が本書を推薦したほか、韓国でも出版された。
中高年向け事業開発プロデューサーとしての村田の名を知らしめたのは、日本初の「カレッジリンク型シニア住宅」のプロジェクトだ。カレッジリンク型シニア住宅(College-linked senior housings)とは、大学のキャンパス内あるいはキャンパスからそれほど離れていないところに立地し、大学と連携して運営する高齢者の住宅（CCRCまたはアシステッドリビング）を言う。米国で2000年頃から見られる居住形態で、前述の知縁による新しいタイプの居住コミュニティの一つだ。
日本経済新聞2004年5月19日号で村田が初めて紹介したのがきっかけで、社団法人 私立大学連盟から依頼があり、同連盟の機関誌に寄稿した。この寄稿が関西大学文学部長の芝井敬司教授（当時、現：関西大学理事長）の目に留まり、村田に連絡があったのが契機で、関西大学との共同プロジェクトになった。
カレッジリンク型シニア住宅の日本での実現を図るべく、村田自らが事業会社の株式会社アンクラージュの役員にもなり、関西大学との協定締結を経て実現したのが、神戸市御影（みかげ）に完成した「クラブ･アンクラージュ御影」だ。住宅完成に先駆け、居住者がどのようなキャンパスライフを楽しめるかがわかる体験セミナーも関西大学千里山キャンパスで何度か実施した。折しもリーマンショックによる不動産不況の波に飲み込まれ、プロジェクトは住宅開設後に中断せざるを得なくなったが、その後日本各地で構想された大学連携型CCRCなどの先駆例となった。 
2011年3月の東日本大震災の半年後、震災の余波が収まりかけた頃から大手スーパーや百貨店などを中心にシニア客に好まれる売り場つくり、商品・サービス開発などの取り組みが始まった。2012年11月に上梓した「シニアシフトの衝撃」は、そうした小売業の動きを後押ししただけでなく、産業界全体に「シニアシフトブーム」を引き起こした。2014年6月に上梓した「成功するシニアビジネスの教科書」と共に、シニアビジネスに取り組む企業のバイブルとなり、両書とも韓国語、中国語にも翻訳された。

### 東北大学での産学連携活動

#### スマート・エイジング国際共同研究センター設立へ参画
2006年7月に東北大学からの依頼で「スマート・エイジング」のコンセプトを提案したのがきっかけで、2009年10月に東北大学加齢医学研究所の下に東北大学スマート・エイジング国際共同研究センター（現：学際重点研究センター）が設立された。設立を主導したのは、脳機能イメージング研究の第一人者で、初代センター長を務めた川島隆太教授。村田は設立準備段階より参画し、設立時より現在まで企画開発部門長を務めている。

#### 米国AARPと包括的学術協定を締結
センター設立に先駆けて、加齢医学研究所は米国AARP（エイ・エイ・アール・ピー）と包括的学術協定を締結した。AARPとは旧称American Association of Retired Personsの略で、50歳以上の会員4,000万人（当時）をもつ世界最大の高齢者NPO。日本では全米退職者協会と呼ばれてきた。村田はAARPとの交流が多かったことから、この協定締結を主導した。日本の大学がAARPと公式な協定を締結するのは初めてのことだった。

#### スマート・エイジング・スクエア事業の立上げ
2010年12月にスマート・エイジング国際共同研究センターが竣工し、2011年2月より引越し作業が始まった。ところが、3月11日に未曽有の東日本大震災が起き、4月スタートを予定していた「スマート・エイジング・スクエア事業」が延期となった。だが、いつまでも震災のダメージで下を向いていられないと復旧を急ぎ、2011年6月にカーブスジャパンによるカーブスが、9月に公文教育研究会による脳いきいき学部がそれぞれオープンした。
本事業は、地域住民に日々の生活で心身の健康を維持・向上する機会を提供しつつ、地域住民、民間企業、大学が一体となり、研究開発から商品化まで一貫して取り組める超高齢社会の新たな産学連携のスタイルの確立を目指す初めての試みだった。
事業を開始してから、従来の大学キャンパスになかった「新たな風」が吹き始めた。それは学内の雰囲気の変化だ。若い学生と研究者しかいないはずの場所に、大勢の地域住民、それも年配者が大勢目につくようになった。センターの学生や研究者も、加齢医学研究所のスタッフも、本事業の実施は頭に入っていた。だが、頭でわかっていても、当初はこの「新たな来訪者」の存在に違和感があったようだ。
しかし、イノベーション（革新）とは、異質なもの同士のぶつかり合いから生まれる。大学の研究所は、いわば最も革新的なアプローチが求められるところなので、こうした違和感は新たなイノベーション創出のきっかけとして歓迎すべきものだ。これがスマート・エイジング・スクエア事業をやろうと考えた理由の一つである、と村田は述べている。

#### 超高齢社会の新たな学び舎　スマート・エイジング・カレッジの開講
震災のため1年遅れの2012年4月13日より「スマート・エイジング・カレッジ」が開講された。スマート・エイジング・カレッジは、従来大学が開催している市民講座とはまったく異なるものとし、「スマート･エイジングの実践をテーマに、高齢者を含む市民のと大学院生や若手教員が大学キャンパスにおいて学び合う仕組み」を目指した。国立大学においてこのような学びの仕組みは当時存在せず、初めての試みだった。
初年度は定員100名のところ、350名を超える仙台在住の一般市民から応募があった。震災で打ちひしがれていた市民は、新たなスタイルの学びの機会に心躍らせ、熱心に参加した。東北大学大学院の異なる研究科から選ばれた教授陣が2週間に一度、センターの大講義室で講義を行なった。半年に一度、受講者は認知機能検査を行い、カレッジでの学習効果を脳科学的に評価した。
下期には数名の教授陣による専門ゼミが開講された。村田は、自著「親が70歳を過ぎたら読む本」をテキストにして介護や相続など高齢の親に関わるトラブルを解決するための実践的な方法を学ぶためのゼミを担当した。村田は「本質的なテーマを通じて世代間で真摯に討論することの素晴らしさを素直に感じました。そして、やる気さえあれば、人はいくつになっても学ぶことで成長できることを、ゼミの受講生の皆さんの姿を見て改めて思いました。」と後日回想している。

#### 日本発の対認知症療法、学習療法の米国輸出
東日本大震災のわずか2か月後の2011年5月、米国オハイオ州クリーブランドにあるエライザ・ジェニングス・シニア・ケア・ネットワーク社（以降、エライザ社）が運営する高齢者施設で「学習療法」の実証実験が始まった。学習療法は、川島隆太教授が公文教育研究会、福岡の介護施設、道海永寿会永寿園との共同研究で開発された薬を使わない対認知症療法だ。村田はこの日本発の対認知症療法の米国への輸出を主導した。
ただし、その道筋は困難を極めた。学術協定を締結したAARPの後押しもあったが、2009年初頭から何度も渡米し、広い大陸を東奔西走して何度もプレゼンを行い、関係者を口説き続け、足掛け2年かけて、ようやく実証実験にこぎつけた。実証実験の結果は、米国の著名な医学雑誌に学術論文として公開されている。
経営学者の野中郁次郎は、米国での学習療法の導入プロセスを「日本、アメリカという文化や言語、歴史の違いを超えて、現場での共体験による暗黙知の共有、そして、現場でのスタッフとの対話を通した暗黙知の言語化によって、学習療法は、単なる治療ツールではなく、人々をつなげる場として広がっていると言えるだろう。ここでも暗黙知・形式知・実践知の三位一体のダイナミックなスパイラルが起きている」と著書で語っている。
エライザ社での実証実験の過程で、重度の認知症を患った施設入居者が学習療法によって認知症が改善していく姿を描いた映画「僕がジョンと呼ばれるまで（原題：Do you know what my name is? Bring back the light）」は、多くの賞を受賞し、2015年の米国アカデミー賞「長編ドキュメンタリー部門」にも日本のドキュメンタリー映画で初めてエントリーされた。その後、認知症をテーマにした多くの映画が日本でも登場したが、日本発の対認知症療法が米国人の認知症の方とその家族に大きな希望を与えた物語が、アカデミー賞にノミネートされたという点でその功績は少なくないだろう。

#### 東北大学スマート・エイジング・カレッジ東京の設立
2015年4月より東京・丸の内の東北大学東京分室に「東北大学スマート・エイジング・カレッジ東京（SAC東京）」を開講した。仙台でのスマート・エイジング・カレッジは一般市民を対象としていたが、SAC東京は企業経営者・実務担当者を対象とした「事業支援カレッジ」とした。東北大学の健康寿命延伸・スマート・エイジング分野の精鋭教授陣が、企業の経営者・実務担当者からなる受講生に対して、最先端の研究シーズ情報を提供し、企業の健康寿命延伸・スマート・エイジング・ビジネスを多様な角度から支援した。
SAC東京は、2023年3月まで開催され、８年間でのべ406社が参加した。大企業から、中小、ベンチャー企業まで企業規模に関係なく、企業の経営者や新規事業担当者が参加した。SAC東京をきっかけに、数多くの産学連携プロジェクトが生まれ、企業と大学との双方に多大なメリットをもたらした。

## 略歴
- 1981年 - 新潟県立長岡高等学校卒業。
- 1985年 - 東北大学工学部卒業。
- 1987年 -  東北大学大学院工学研究科修士課程修了。
- 1987年 - 出光興産入社。
- 1990年 - エルフ・アキテーヌ勤務。
- 1990年 - フランス国立土木学校大学院国際経営学科修了。
- 1991年 - 日本総合研究所入社。
- 2000年 - シンクタンク・ソフィアバンク ディレクター。
- 2002年 -  村田アソシエイツ株式会社代表取締役。
- 2005年 - 株式会社アンクラージュ取締役。
- 2006年 - 東北大学 特任教授 。
- 2006年 - 財団法人社会開発研究センター理事長。
- 2007年 - 関西大学 客員教授。
- 2011年 - NPO法人エイジング社会研究センター理事長。
- 2019年 - 東北大学ナレッジキャスト株式会社常務取締役。
- 2022年 - シンクタンク・ソフィアバンク アソシエイツ。

## 公職等
- 2006年 - 財団法人日本総合研究所 評議員。
- 2007年 - World Demographic Forumフェロー。
- 2011年 - 韓国KARP(Korean Association of Retired Persons)アドバイザー。
- 2011年 - 中部経済産業局 新ヘルスケア・サービス産業創出懇談会委員。
- 2012年 - 経済産業省中長期的視点に立った日本版イノベーションシステム構築に向けた調査検討委員会委員。
- 2012年 - 内閣府 環境未来都市評価・調査検討会テーマ別評価分科会委員。
- 2013年 - 情報化推進国民会議特別委員会委員。
- 2013年 - 中野区 産業振興審議会委員。
- 2014年 - 香港理工大学 アドバイザー 。
- 2015年 - 経済産業省 活力あふれる超高齢化社会の実現に向けた取組に係る研究会委員。
- 2015年 - 宮城県 ICT有識者懇話会委員。
- 2019年 - シンガポール工科デザイン大学 国際アドバイザー。

## 著作

### 単著
- 『シニアビジネス「多様性市場」で成功する１０の鉄則』（ダイヤモンド社, 2004年）
- 『団塊・シニアビジネス ７つの発想転換』（ダイヤモンド社, 2006年）
- 『リタイア・モラトリアム すぐに退職しない団塊世代は何を変えるか』（日本経済新聞出版社, 2007年）
- 『親が70歳を過ぎたら読む本』（ダイヤモンド社, 2011年）
- 『シニアシフトの衝撃　超高齢社会をビジネスチャンスに変える方法』（ダイヤモンド社, 2012年）
- 『成功するシニアビジネスの教科書 超高齢社会をビジネスチャンスにする技術』（日本経済新聞出版社, 2014年）
- 『スマート・エイジング 人生100年時代を生き抜く10の秘訣』（徳間書店, 2019年）

### 共著・監修
- 『いくつになっても脳は若返る 年齢を重ねてこそ湧き出る積極的な力』（村田裕之, 竹林正子 共訳, ダイヤモンド社, 2006年）
- 『The Silver Market Phenomenon: Business Opportunities in an Era of Demographic Change（村田裕之, 他, Springer, 2008年）
- 『年を重ねるのが楽しくなる! [スマート・エイジング]という生き方』（村田裕之, 川島隆太共著, 扶桑社新書, 2012年）
- 『新規開業白書2013年版』（村田裕之, 他, 日本政策金融公庫総合研究所, 2013年）
- 『どうする？親の家の片付け』（村田裕之監修, PHP研究所, 2014年）

## 出演

### テレビ
- 主な出演番組
  - 2012年3月2日 フジテレビ 知りたがり 『広がるシニアビジネスについて』
  - 2012年5月10日NHK総合テレビ NHKニュースおはよう日本『広がる孫ビジネス』
  - 2012年6月3日 NHK総合テレビ サキどり『“まだまだ現役！“シニア市場が熱い』
  - 2013年2月12日 BSテレ東 NIKKEI×BS LIVE 7PM『おばあちゃん達のタブレット革命！』
  - 2013年3月23日 仙台放送 テレビで学べるスマート・エイジング教室『高齢化する世界と日本の役割』
  - 2013年4月4日 フジテレビ ニュースジャパン『退職者のための第三の場所』
  - 2013年5月24日 フジテレビ FNNスーパーニュース『高齢者ビジネス』
  - 2013年12月21日 NHKワールド JAPAN Asia This Week『日本のシニア市場動向』
  - 2014年1月16日 フジテレビ ノンストップ! 『シニアのネット利用』
  - 2014年1月18日 KBSテレビ 世界は今『年を取って行く地球』
  - 2014年2月26日 日本BS放送 報道ライブ INsideOUT『新ビジネス！高齢化にこんな商品』
  - 2014年3月3日 BSテレ東 日経プラス10 『シニア先進国ニッポン』
  - 2014年6月4日 フジテレビ ノンストップ! 『親の認知症に備えよ』
  - 2014年6月19日 NHK総合テレビ  ゆうどき 『あしたをさがそう』
  - 2014年8月15日 フジテレビ してみるテレビ!教訓のススメ 『坂上忍が一から聞いてみる高齢化問題』
  - 2014年8月28日 NHK総合テレビ ゆうどき 『あしたをさがそう』
  - 2014年9月26日 テレビ朝日 グッド!モーニング『シニア向け家電について』
  - 2014年9月26日 関西テレビ FNNスーパーニュースアンカー『格安スマホについて』
  - 2015年2月24日 テレ朝チャンネル2 津田大介 日本にプラス『シニア時代に求められるテレビ、メディアとは』
  - 2015年5月7日 BS日テレ 深層NEWS『シニアライフ充実化計画』
  - 2015年6月9日 フジテレビ 直撃LIVEグッディ！ 『日本創生会議の高齢者地方移住提言について』
  - 2015年6月11日 フジテレビ あしたのニュース 『日本版CCRCの課題は？』
  - 2015年9月19日 フジテレビ 新・週刊フジテレビ批評 『シニア層に求められるテレビ』
  - 2015年11月20日 中国中央テレビ Global Business『Japan Ageing Population』
  - 2016年4月26日 中京テレビ放送 キャッチ! 『現代のシニアの特徴、消費動向』
  - 2016年6月3日 朝日放送テレビ キャスト 『シニアの心を掴もうと新商品開発に挑む和歌山の中小企業』
  - 2017年2月6日 日本BS放送 報道ライブ INsideOUT『今注目 平成を救う昭和の底力 温故知新が明日を創る』
  - 2017年2月19日 テレビ朝日 ビートたけしのTVタックル『賛否の嵐！？ニッポン全国“巷の大問題”認知症に火葬場不足…超高齢社会どうするSP』
  - 2017年4月25日 Channel News Asia Singapore Tonight『シンガポールの高齢化と今後の対策』
  - 2019年9月18日 日本BS放送 報道ライブ INsideOUT『シニア世代の心が豊かになる暮らし方』
  - 2021年3月29日 日本テレビ news every 『“70歳まで働き抜く”ためのヒントは』
  - 2021年11月 8日 NHK総合テレビ NHKニュースおはよう日本『エイジテックってどんなテック？スマホが使えなくても大丈夫 超高齢社会で市場が注目』
  - 2023年2月27日 朝日放送テレビ newsおかえり 特集『大人の○○シリーズ』
  - 2023年3月28日 フジテレビ めざまし８     特集『公務員定年延長』
  - 2024年2月3日 NHK総合テレビ サタデーウォッチ９「Bizトレ：エイジテック」
  - 2024年10月22日 関西テレビ 旬感LIVEとれたてっ！ 特集『働く高齢者が過去最多に』
  - 2025年1月22日 ABEMA ABEMA Prime 特集『高齢化問題を技術で解決！エイジテック最前線に迫る』

### ラジオ
- 主な出演番組
  - 2012年11月7日 ラジオNIKKEI 集まれ！ほっとエイジ『離陸するシニアビジネス』
  - 2012年11月14日 ラジオNIKKEI 集まれ！ほっとエイジ『シニアビジネス研究所』
  - 2013年1月16日 KBCラジオ 武内裕之That's On Time『シニアシフトの衝撃』
  - 2013年5月17日 KBCラジオ 武内裕之That's On Time『来る超高齢社会に向けて企業はどう対応したらいいのか』
  - 2013年9月21日 KBCラジオ 武内裕之That's On Time『２０２０年、日本はどんな日本なのか？シニアビジネスの観点で』
  - 2014年1月21日 KBCラジオ 武内裕之That's On Time『今後「企業活動のシニアシフト」で市場成長が見込まれる分野』
  - 2014年3月10日 KBCラジオ 武内裕之That's On Time『移民は少子高齢化対策の切り札になるか？』
  - 2014年9月23日 NHKラジオ第1放送 ラジオ深夜便『明日への言葉　支えたい、豊かな老後』
  - 2015年9月21日 TBSラジオ [荒川強啓 デイ・キャッチ!『団塊世代のトレンド』
  - 2018年11月28日 NHKラジオ第1放送 ラジオ深夜便『明日への言葉　支えたい、豊かな老後』再放送
  - 2019年7月3日～31日 ラジオNIKKEI 健康ネットワーク『加齢適応力を身につけるために』全5回
  - 2025年2月12日 NHKラジオ Nらじ 特集『日本はけん引役になれるか 最新エイジテック』